# Tour de Mevlana
O Tour de Mevlana é uma corrida ciclista por etapas turca. Criada em 1990, faz parte do UCI Europe Tour desde 2015, em categoria 2.2.

## Palmarés
| Ano       | Ganhador         | Segundo             | Terceiro            |
| --------- | ---------------- | ------------------- | ------------------- |
| 1990      | Aziz Ai          | Ömer Ali Erikçi     | Ayhan Aytekin       |
| 1991      | Ayhan Aytekin    | Ömer Ali Erikçi     | Cenk Tufan          |
| 1992      | Eılmaz Erpamukcu | Erdinç Doğan        | Hüseyin Tiğli       |
| 1993      | Krasimir Krilov  | Alexander Pavlov    | Hüseyin Tiğli       |
| 1994      | Plamen Stoyanov  | Gabriel Toyev       | Alexander Arakelian |
| 1995      | Ömer Ali Erikçi  | Vladimir Sdaçenko   | Tamer Vural         |
| 1996      | Bakev Roman      | Ghader Mizbani      | Ahad Kazemi         |
| 1997      | Cenk Tufan       | Ayhan Aytekin       | Nevzat Kiral        |
| 1998      | Sergey Sergeev   | Ivaïlo Gabrovski    | V. Marakyon         |
| 1999      | Mert Mutlu       | Krow Tehenko        | Vassili Zaika       |
| 2000      | Mert Mutlu       | Kemal Küçükbay      | Gabriel Sorin Pop   |
| 2001-2006 | Não se disputou  | Não se disputou     | Não se disputou     |
| 2007      | Kemal Kucukbay   | Svetoslav Tchanliev | Giorgi Nadiradze    |
| 2008-2014 | Não se disputou  | Não se disputou     | Não se disputou     |
| 2015      | Ahmet Örken      | Bekir Baki Akirsan  | Gokhan Hasta        |
| 2016-2017 | Não se disputou  | Não se disputou     | Não se disputou     |
| 2018      | Onur Balkan      | Ivan Balykin        | Théry Schir         |
| 2019      | Batuhan Özgür    | Ahmet Örken         | Onur Balkan         |
| 2020      | Artur Yershov    | Maxim Piskunov      | Vincent Louiche     |

## Palmarés por países
| País       | Vitórias |
| ---------- | -------- |
| Turquia    | 11       |
| Bulgária   | 2        |
| Azerbaijão | 1        |
| Ucrânia    | 1        |
| Rússia     | 1        |